# 긴꼬리왈라비
긴꼬리왈라비(Macropus parryi)는 캥거루과에 속하는 캥거루속 유대류의 일종이다. 오스트레일리아 동부 지역에서 발견되는 왈라비이다. 퀸즐랜드주 쿡타운부터 뉴사우스웨일스주 그라프톤 근처의 현지에서는 흔하게 발견된다.

## 특징
구별되는 특징은 얼굴 아래의 흰 줄무늬와 희미한 털 색이다. 얼굴의 주둥이 부분은 초콜릿빛 갈색을 띤다. 가슴 부분은 검은색과 흰색이 나타나며, 나머지 부분은 회색부터 갈색을 띤다. 수컷 몸무게는 14~26kg 정도이고, 어깨 높이는 70~93cm이다. 암컷은 7~15kg에 어깨 높이 65~75cm이다.